# Royal Albert Hall
Royal Albert Hall (em português, Salão Real Alberto) é um salão de espetáculos em South Kensington, Londres, capital do Reino Unido, com capacidade para 5,272 pessoas. Foi inaugurado a 29 de março de 1871 pela rainha Vitória, em memória do seu falecido consorte Alberto de Saxe-Coburgo-Gota.

## História
Um quarto dos seus 5272 lugares são propriedade dos herdeiros dos originais 316 fundadores.
O edifício, caracterizado por uma abóbada de vidro, foi desenhado pelo capitão Francis Fowke e o coronel H.Y. Darracott Scott, que optaram pelo uso do tijolo em terracota. Esta preferência arquitectónica é característica da era vitoriana e está presente, por exemplo, no Museu de História Natural de Londres.
Desde a sua inauguração, o Royal Albert Hall é o local dalguns dos eventos mais notáveis da cultura britânica, em particular os concertos The Proms da BBC, que acontecem todos os Verões desde 1941. É palco de mais de 390 shows no auditório principal anualmente, incluindo música clássica, rock e concertos pop, ballet, ópera, exibição de filmes com acompanhamento orquestral ao vivo, desportos, cerimónias de premiação, eventos da escola e da comunidade e apresentações de caridade e banquetes. Outros 400 eventos são realizados durante o ano nos espaços fora do auditório.

Os britânicos do Led Zeppelin apresentaram-se no dia 9 de janeiro de 1970, no auge da carreira e com o hard rock correndo em suas veias, mostram um dos seus melhores shows ao vivo, e já mostravam o que seria o rock and roll que influenciaria muitas bandas posteriores. Outra lenda da música que passou pelo Royal, foi David Gilmour
 apresentando o show Remember That Night.
O Cirque du Soleil estreou-se no Reino Unido em Janeiro de 1996 com a produção Saltimbanco. Após essa apresentação inicial, e durante os próximos vinte anos, o ‘circo humano’ continua a trazer performances ao Royal Albert.
Em 15 de setembro de 1997, foi gravado ao vivo e editado em DVD o concerto Music for Montserrat que foi realizado devido à erupção de um vulcão que se encontrava inativo há cerca de 400 anos, sendo um show histórico que reuniu grandes nomes da música internacional, como Mark Knopfler, Paul McCartney, Sting, Elton John, Phil Collins, entre outros.[carece de fontes?]
A banda de rock alternativo de Las Vegas, The Killers fez dois shows nos dias 5 e 6 de julho de 2009 no Albert Hall para a gravação do DVD Live From The Royal Albert Hall, que vem acompanhado de um CD e foi lançado no dia 9 de novembro do mesmo ano. A cantora e atriz britânica Sarah Brightman gravou um DVD chamado "In Concert - Live Royal Albert Hall" com temas famosos de musicais em 1997, contando com a participação da Orquestra Sinfônica de Londres, Andrea Bocelli e Andrew Lloyd Webber.[carece de fontes?]
Em 2003, aquando do 75 aniversário do Maestro Ennio Morricone, a cantora portuguesa Dulce Pontes foi uma das vozes principais com temas famosos do compositor.
Em 2004, foi a vez de Rod Stewart, conhecido por sua voz áspera e rouca, grava um DVD intitulado Rod Stewart - One Night Only (Live at Royal Albert Hall 2004), o espetáculo conta com participações especiais com destaque para cantora Amy Belle no sucesso I Don't Want to Talk About It de Steward.
A banda The Corrs formada pelos irmãos Andrea Corr, Sharon Corr, Caroline Corr e Jim Corr também marcaram presença gravando o DVD live at Royal Alber hall em 17 de março de 1998.[carece de fontes?]
O músico Noel Gallagher também tem bastante história no Royal Albert Hall, onde gravou o MTV Unplugged pela banda britânica Oasis, e onde também gravou o álbum The Dreams We Have As Children, no Teenage Cancer Trust de 2007, participando também em 2010. Foi também palco para o Concert For George em 2002, em homenagem a um ano de falecimento do ex-beatle, George Harrison, que contou com a participação dos também, ex-beatles, Paul McCartney e Ringo Starr, e no dia 21 de setembro de 2011 o álbum de vídeo Live at the Royal Albert Hall da cantora Adele foi gravado neste mesmo lugar, e, como parte do lançamento o concerto foi exibido em 26 cinemas pelo mundo. [carece de fontes?]
Outra grande apresentação no Royal Albert Hall foi da cantora italiana  Laura Pausini que semanas antes do show lotou o espaço com capacidade máxima. No final de 2012, a dupla sertaneja brasileira Jorge & Mateus gravou o DVD At the Royal Albert Hall - Live in London, sendo o quinto da carreira da dupla e lançado no ano seguinte. Foram os primeiros artistas brasileiros a se apresentar no teatro.
O local já foi utilizado para receber estreias mundiais de 4 filmes do agente secreto britânico James Bond: Die Another Day de 2002, Skyfall de 2012, Spectre de 2015 e No Time to Die de 2021.
Em 2023, foram inauguradas no edifício estátuas de rainha Isabel II e do príncipe Filipe.